# Coline Mattel
Coline Mattel (Sallanches, 3 novembre 1995) è un'ex saltatrice con gli sci francese.

## Biografia
Coline Mattel ha debuttato nel Circo bianco il 17 febbraio 2007 a Schonach im Schwarzwald (Germania), disputando una gara valida per la Coppa Continentale, giungendo 37ª. Due anni dopo ha vinto il bronzo ai Mondiali juniores di Štrbské Pleso 2009, nell'individuale dal trampolino normale HS100. Sempre ai Mondiali juniores, ha ottenuto l'argento a Hinterzarten 2010 e l'oro a Otepää 2011.
Durante la stessa stagione la Mattel ha conquistato anche un bronzo iridato ai Mondiali di Oslo. Il 3 dicembre 2011 a Lillehammer (Norvegia) si è aggiudicata il secondo posto nella prima gara assoluta della Coppa del Mondo femminile, un'individuale HS100, alle spalle della statunitense Sarah Hendrickson e davanti alla tedesca Melanie Faißt. Ha conquistato la prima vittoria in Coppa il 9 dicembre 2012 a Soči.
In carriera ha partecipato a un'edizione dei Giochi olimpici invernali, Soči 2014 (3º nel trampolino normale). L'anno dopo ai Mondiali di Falun 2015 si è classificata 27ª nel trampolino normale.

## Palmarès

### Olimpiadi
- 1 medaglia:
  - 1 bronzo (trampolino normale a Soči 2014)

### Mondiali
- 1 medaglia:
  - 1 bronzo (trampolino normale a Oslo 2011)

### Mondiali juniores
- 6 medaglie:
  - 1 oro (trampolino normale a Otepää 2011)
  - 3 argenti (trampolino normale a Hinterzarten 2010; gara a squadre a Liberec 2013; trampolino normale a Val di Fiemme 2014)
  - 2 bronzi (trampolino normale a Štrbské Pleso 2009; gara a squadre a Val di Fiemme 2014)

### Coppa del Mondo
- Miglior piazzamento in classifica generale: 3ª nel 2013
- 9 podi (tutti individuali):
  - 2 vittorie
  - 4 secondi posti
  - 3 terzi posti

#### Coppa del Mondo - vittorie
| Data            | Località | Nazione  | Trampolino         |
| --------------- | -------- | -------- | ------------------ |
| 9 dicembre 2012 | Soči     | Russia   | RusSki Gorki HS105 |
| 2 febbraio 2013 | Sapporo  | Giappone | Miyanomori HS100   |

### Coppa Continentale
- Miglior piazzamento in classifica generale: 2ª nel 2011
- 23 podi:
  - 9 vittorie
  - 11 secondi posti
  - 3 terzi posti